# Llechryd
Llechryd är en by i Ceredigion i Wales. Byn är belägen 117,7 km 
från Cardiff. Orten har 887 invånare (2016).